# گروپن‌فورر

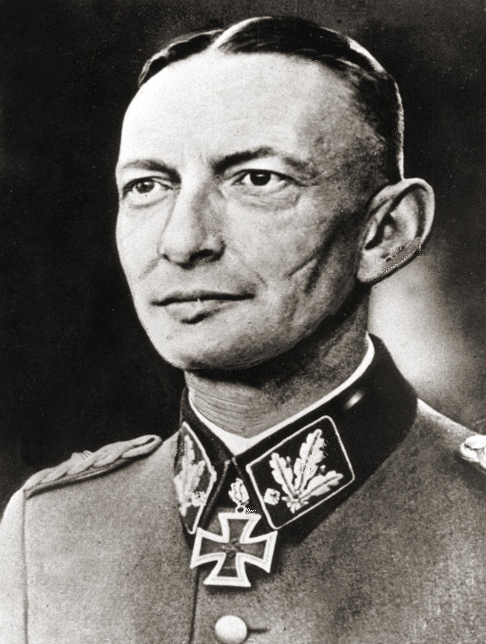
هاینز راینفارت با نشان یقه گروپنفورر

گروپنفورر (آلمانی: Gruppenführer) یک درجه مربوط به نیروهای نظامی حزب ملی سوسیالیست کارگران آلمان بود.این درجه در سال ۱۹۲۵ به عنوان یکی از درجه‌های نظامی اس آ درست شد.این درجه به رهبر گروه‌های پلیس، سازمان‌های آتش‌نشانی و برخی سازمان‌های دیگر تعلق داشت.

## نشان‌ها

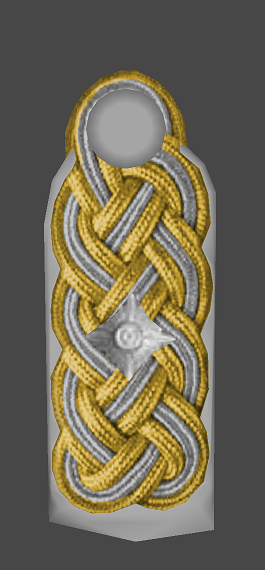
نشان سردوشی
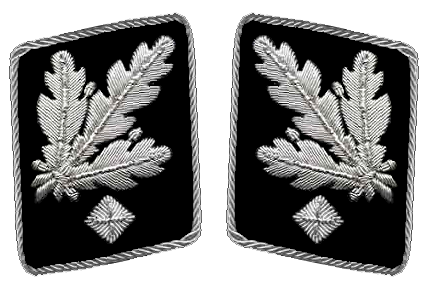
نشان یقه بعد از آوریل ۱۹۴۲
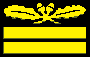
استتار نظامی